# Lublanske novice
Lublanske novice so izhajale najprej kot poltednik, nato pa kot tednik od 4. januarja 1797 do 27. decembra 1800 in veljajo za prvi slovenski časnik. Razvile so se iz pratikarske tradicije. Pobudo za časnik je dal Žiga Zois, uresničil pa jo je Valentin Vodnik, ki je bil tudi urednik, pisec, prevajalec in tehnični oblikovalec. 
Lublanske novice so izhajale v 100 izvodih, rednih naročnikov je bilo 33. V treh letih je izšlo 12.000 izvodov na 78.000 straneh. Okvirno so sledile Wiener Zeitungu, idejno pa novim razsvetljenskim in rodoljubnim idejam. Objavljale so zabavne in poučne vsebine ter novice iz politike, gospodarstva in kulture. Za ta čas so bile dokaj aktualne, saj so imele pri objavljanju novic štiridnevno zamudo.